# 長田恒雄
長田 恒雄（おさだ つねお、1902年（明治35年）12月17日 - 1977年（昭和52年）3月30日）は、日本の詩人、作詞家。9歳で得度したが、詩人として仏教と向き合う道を選び多くの仏教詩を遺した。静岡県出身。

## 経歴
1902年（明治35年）、静岡県清水市、真宗大谷派の寺院に生まれる。静岡県立静岡中学校に学ぶ。東洋大学中退。1925年（大正14年）、「詩洋」の同人となる。1926年（大正15年）、三省堂勤務。1929年（昭和4年）、第1詩集「青魚集」を刊行。のちに北園克衛らを知り、モダニズムに近づく。1936年（昭和11年）、雑誌「科学ペン」（三省堂）の編集・発行を担当。戦後「現代詩研究」を創刊、主宰した。
1939年（昭和14年）に発表された「何日君再来」（歌：渡辺はま子）を訳詩。仏教讃歌の他、校歌、応援歌の作詞も手がけた。

## 著書・詩集
- 『「ばらの歌」のルーツを求めて : 調査報告』 杉沢盛二 草川信 長田恒雄 著 杉沢盛二 2008.8
- 『仏を讃う : 長田恒雄詩集』林行雄 編 中山書房仏書林 1989.3
- 『猫とねずみが仲の悪いわけ : 女声合唱』 清水脩 作曲 音楽之友社 1982.6
- 『樹下燦々 : 混声合唱』 清水脩 作曲 音楽之友社 1980.11
- 『博物誌 : 詩集』現代詩研究所 1979.3
- 『仏のことば : 詩集』 三笠会館 1978.3
- 『智恵子抄巻末のうた六首 : 男声合唱』 清水脩 作曲 音楽之友社 1978.1
- 『蓮如上人『御一代聞書』とその生き方』 徳間書店 1972
- 『風来歌 : 歌集』 現代詩研究所 1969.1
- 『火のひと蓮如』 宝文館出版 1964.1
- 『東京 : 詩集』 現代詩研究所 1963
- 『親鸞の詩と書簡』 在家佛教協会 1956.11
- 『歎異抄』 在家仏教協会 1956.1
- 『論より証拠 : 随筆』 美和書院 1956.1
- 『幸福のありか』 永田文昌堂 1955.1
- 『静岡詩抄』 丸山薫 長田恒雄 山中散生 他 1949
- 『愛情のスタイル』 暁書房 1947
- 『詩集　天の繭』 北園克衛 村野四郎 長田恒雄 天明社 1946
- 『朱塔 : 詩集』 研文書院 1942.12
- 『詩と郷土』 大東亜公論社 1942
- 『朝の椅子 : 詩集』 昭森社 1940
- 『青魚集 : 詩集』 詩洋社 1929

### 仏教讃歌として発表された作品
- 仏陀（四つの詩からなる交声曲、伊藤完夫作曲）※
- 智慧の朝（伊藤完夫作曲）
- 善き友（伊藤完夫作曲）
- 尼蓮禅河の朝（伊藤完夫作曲）
- 大いなる母～摩耶夫人讃章～（清水脩作曲）※
- 山科の路（清水脩作曲）
- 廟堂頌（三つの詩からなる合唱組曲、清水脩作曲）
- 成道讃歌（清水脩作曲）
- 朝（清水脩作曲）
- 塔（六つの詩からなる交声曲、田中昭徳作曲）
- 野のほとけ（二つの詩からなる合唱曲、田中昭徳作曲）
- 観世音菩薩讃頌（田中昭徳作曲）
- 遊化（田中昭徳作曲）
- 板敷山の夜(清瀬保二作曲)
- 涅槃会[2](下総皖一作曲)

※なお、「仏陀」、「大いなる母」は長田恒雄の勧めにより、田中昭徳も作曲。

### 校歌/応援歌
- 日本大学高等学校・中学校 校歌[5] 平井康三郎 作曲
- 日本大学高等学校・中学校 応援歌「若きいのち」[6] 平井康三郎 作曲

## 関連人物
- 若林克典　（詩人、「現代詩研究」で同人）
- 南川周三　（詩人、東京家政大学名誉教授）